# Cerrillos (Argentina)
San José de los Cerrillos, o simplemente Cerrillos, es la ciudad cabecera del departamento homónimo, en la provincia de Salta, en el noroeste de Argentina. Se encuentra a 16 km al sur de la ciudad de Salta, capital de la provincia.
Es famosa por sus carnavales. Está rodeada de cultivos de tabaco y cereales.
Es paso agradable y obligado para los turistas que viajan desde la ciudad de Salta a  Cafayate, en el sur de Salta, por la RN 68. Es el comienzo del Ramal C14 del Ferrocarril Belgrano, en el famoso recorrido del Tren a las Nubes.
Posee la importante Estación Experimental Agropecuaria INTA Cerrillos.

## Ubicación
El Municipio de Cerrillos es el más pequeño de la provincia en extensión territorial, con 224 km², y está situado en el centro del Valle de Lerma, por lo que es denominado el corazón geográfico de la zona. Esta ubicación lo ha convertido en un punto estratégico dentro de la provincia de Salta, dado que es un paso obligado entre el Valle de Lerma y los Valles Calchaquíes. Limita al norte y al este con el Departamento Capital, al sur con Chicoana y al oeste con Rosario de Lerma.

## Población
El departamento cuenta con un total de 35,789 habitantes (Indec, 2010), lo que representa un incremento del 36% frente a los 26,320 habitantes (Indec, 2001) del censo anterior. Esta situación convierte a la ciudad en una de las jurisdicciones con mayor crecimiento poblacional de la provincia.

## Clima
Posee un clima subtropical con estación seca. lo cual hace que sea más intensa la vegetación

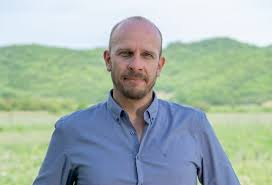
Enrique Borelli, intendente del departamento Cerrillos.

| Parámetros climáticos promedio de Cerrillos, Salta (1969–2009) | Parámetros climáticos promedio de Cerrillos, Salta (1969–2009) | Parámetros climáticos promedio de Cerrillos, Salta (1969–2009) | Parámetros climáticos promedio de Cerrillos, Salta (1969–2009) | Parámetros climáticos promedio de Cerrillos, Salta (1969–2009) | Parámetros climáticos promedio de Cerrillos, Salta (1969–2009) | Parámetros climáticos promedio de Cerrillos, Salta (1969–2009) | Parámetros climáticos promedio de Cerrillos, Salta (1969–2009) | Parámetros climáticos promedio de Cerrillos, Salta (1969–2009) | Parámetros climáticos promedio de Cerrillos, Salta (1969–2009) | Parámetros climáticos promedio de Cerrillos, Salta (1969–2009) | Parámetros climáticos promedio de Cerrillos, Salta (1969–2009) | Parámetros climáticos promedio de Cerrillos, Salta (1969–2009) | Parámetros climáticos promedio de Cerrillos, Salta (1969–2009) |
| Mes                                                            | Ene.                                                           | Feb.                                                           | Mar.                                                           | Abr.                                                           | May.                                                           | Jun.                                                           | Jul.                                                           | Ago.                                                           | Sep.                                                           | Oct.                                                           | Nov.                                                           | Dic.                                                           | Anual                                                          |
| -------------------------------------------------------------- | -------------------------------------------------------------- | -------------------------------------------------------------- | -------------------------------------------------------------- | -------------------------------------------------------------- | -------------------------------------------------------------- | -------------------------------------------------------------- | -------------------------------------------------------------- | -------------------------------------------------------------- | -------------------------------------------------------------- | -------------------------------------------------------------- | -------------------------------------------------------------- | -------------------------------------------------------------- | -------------------------------------------------------------- |
| Temp. máx. abs. (°C)                                           | 37.6                                                           | 33.9                                                           | 33.9                                                           | 33.0                                                           | 33.7                                                           | 33.5                                                           | 36.2                                                           | 36.2                                                           | 37.4                                                           | 37.9                                                           | 39.5                                                           | 38.0                                                           | 39.5                                                           |
| Temp. máx. media (°C)                                          | 27.2                                                           | 26.1                                                           | 24.9                                                           | 22.6                                                           | 20.5                                                           | 19.3                                                           | 19.9                                                           | 21.9                                                           | 23.6                                                           | 26.4                                                           | 27.3                                                           | 27.9                                                           | 24.0                                                           |
| Temp. media (°C)                                               | 21.3                                                           | 20.3                                                           | 19.4                                                           | 16.7                                                           | 13.5                                                           | 10.9                                                           | 10.7                                                           | 12.9                                                           | 15.4                                                           | 18.9                                                           | 20.4                                                           | 21.4                                                           | 16.8                                                           |
| Temp. mín. media (°C)                                          | 16.7                                                           | 15.9                                                           | 15.4                                                           | 12.2                                                           | 8.2                                                            | 4.8                                                            | 3.8                                                            | 5.4                                                            | 8.0                                                            | 12.0                                                           | 14.3                                                           | 16.0                                                           | 11.1                                                           |
| Temp. mín. abs. (°C)                                           | 8.9                                                            | 5.2                                                            | 5.1                                                            | 0.4                                                            | -2.9                                                           | -5.3                                                           | -6.8                                                           | -5.1                                                           | -2.6                                                           | 0.2                                                            | 1.3                                                            | 6.8                                                            | -6.8                                                           |
| Precipitación total (mm)                                       | 184.6                                                          | 131.5                                                          | 105.0                                                          | 26.8                                                           | 7.6                                                            | 2.3                                                            | 3.4                                                            | 3.7                                                            | 6.8                                                            | 23.7                                                           | 60.0                                                           | 132.5                                                          | 688.0                                                          |
| Horas de sol                                                   | 195.3                                                          | 166.7                                                          | 151.9                                                          | 150.0                                                          | 164.3                                                          | 168.0                                                          | 204.6                                                          | 217.0                                                          | 210.0                                                          | 217.0                                                          | 204.0                                                          | 207.7                                                          | 2256.5                                                         |
| Humedad relativa (%)                                           | 78                                                             | 80                                                             | 82                                                             | 81                                                             | 79                                                             | 75                                                             | 68                                                             | 61                                                             | 57                                                             | 60                                                             | 66                                                             | 72                                                             | 72                                                             |
| Fuente: Instituto Nacional de Tecnología Agropecuaria          |                                                                |                                                                |                                                                |                                                                |                                                                |                                                                |                                                                |                                                                |                                                                |                                                                |                                                                |                                                                |                                                                |

## Historia
Los pueblos originarios que habitaron la zona antes de los españoles fueron los Pulares, Guachipas, Chicoanas y Quilmes; eran parcialidades de la etnia diaguita, que hablaban en cacán; es posible que no fuera solamente agricultores, sino también recolectores y cazadores nómadas.
A principios de 1816, durante la guerra por la Independencia se firmó en Cerrillos un importante pacto entre el general José Rondeau, jefe del Ejército del Norte y el general Martín Miguel de Güemes, jefe de las tropas "irregulares" gauchas de la Provincia de Salta —que en esa época incluía no solo la actual provincia de Salta, sino también la de Jujuy y Tarija. Rondeau había culpado de Güemes de tener responsabilidad en la derrota de la tercera expedición auxiliadora al Alto Perú, y se habían enfrentado en varios combates menores. La firma del Pacto de los Cerrillos permitió restablecer la paz interna con los enemigos exteriores a las puertas de Salta, dejó la defensa del norte del país en manos de Güemes y sus gauchos y coadyuvó a la Declaración de Independencia de la Argentina.

## Otros datos
- La zamba "La Cerrillana", de Abel Mónico Saravia y Marcos Tames, hace referencia a esta localidad y sus carnavales.
- En la Estación de Trenes de esta localidad nació el poeta Manuel J. Castilla.

## Defensa Civil

### Sismicidad
La sismicidad del área de Salta es frecuente y de intensidad baja, y un silencio sísmico de terremotos medios a graves cada 40 años.
- Sismo de 1930: aunque dicha actividad geológica catastrófica, ocurre desde épocas prehistóricas, el terremoto del 24 de diciembre de 1930 (94 años),[4] señaló un hito importante dentro de la historia de eventos sísmicos jujeños, con 6,4 Richter. Pero nada cambió extremando cuidados y/o restringiendo códigos de construcción.[3]
- Sismo de 1948: el 25 de agosto de 1948 (76 años) con 7,0 Richter, el cual destruyó edificaciones y abrió numerosas grietas en inmensas zonas[4][3]
- Sismo de 2010: el 27 de febrero de 2010 (15 años) con 6,1 Richter